# Fiche de déclaration environnementale et sanitaire
La fiche de déclaration environnementale et sanitaire (FDES) est une déclaration établie sous la responsabilité des fabricants du produit et qui présente les résultats de l’Analyse de Cycle de Vie d’un produit ainsi que des informations sanitaires dans la perspective du calcul de la performance environnementale et sanitaire du bâtiment pour son éco-conception. D'abord encadrées par la norme NF P 01-010 de 2004 à 2014, les FDES le sont désormais encadrées par la norme NF EN 15804+A2 et son complément national.
Cette déclaration présente de façon synthétique les caractéristiques environnementales et sanitaires d’un produit de construction pour toutes les phases de sa vie (production, transport, mise en œuvre, vie en œuvre et fin de vie). 

## Produits concernés
Les FDES concernent uniquement les produits du bâtiment définis comme suit par la norme :
« Tout produit fabriqué en vue d'être incorporé, assemblé, utilisé ou installé de façon durable dans des ouvrages tant de bâtiment que de génie civil »

## Exigences de la norme
La norme NF P 01-010, à laquelle se réfèrent les FDES, impose :
- La réalisation d’une Analyse de Cycle de Vie (ACV) conformément à la norme ISO 14040, c’est-à-dire d’un inventaire de tous les « entrants » et les « sortants » nécessaires au cycle de vie de ce produit depuis l’extraction des matières premières jusqu’à son élimination en fin de vie.
- La réalisation d’essais pour informer sur les émissions de substances dans l’air, l’eau et le sol par les produits de construction, en particulier, durant l’étape de vie en œuvre.
- La communication des résultats de cet inventaire et de ces essais selon un format commun à tous les produits de construction.
La finalité des FDES est donc de fournir toutes les informations nécessaires à l’évaluation de la qualité environnementale et sanitaire des bâtiments.
Cette déclaration est importante dans la conception des bâtiments dits HQE (Haute qualité environnementale). Ceci dans le but de minimiser les impacts sur l’environnement et la santé.
La base de données française de référence sur les caractéristiques environnementales et sanitaires des produits de construction est l'INIES.

## Contexte
Initialement, la réalisation d'une FDES pour une entreprise consistait à s'inscrire de manière volontaire dans une démarche d’affichage environnemental, en produisant le seul format reconnu en matière de communication.
C'est depuis devenu un engagement des acteurs de la construction dans le cadre des enjeux du Grenelle de l’environnement et de la construction "Durable" des bâtiments.
De nombreux labels, certifications et normes (NF, HQE, BBC, XP P01-020-3) existent pour favoriser cette démarche. 
Pour exemple, une certification NF FDES, basée sur une inspection annuelle de ces valeurs déclaratives directement auprès des sites industriels, a vu le jour pour fiabiliser les valeurs affichées. 
La première NF FDES a été réalisée en 2006 et concerne le matériau de construction bloc béton (ou parpaing). Si seulement 17 usines sur 400 en France obtinrent cette certification au départ, ce sont actuellement plus de 120 sites industriels qui ont obtenu cette NF FDES. 
La seconde NF FDES parue fin 2010 concerne les bordures en béton. D'autres produits sont à l'étude. 
À court terme, l’exigence de production massive de nouvelles FDES exploitables facilement par les concepteurs, architectes, ingénieurs, économistes et promoteurs est prévue.

## Vérification
Les FDES peuvent être vérifiées par tierce partie par un vérificateur agréé par l'AFNOR.
Cette démarche permet de s'assurer du respect des exigences de la norme pour la FDES concernée.
Les FDES qui ont été soumises à vérification et validées et qui sont présentes sur la base INIES portent la mention "Vérifiée".